# Extensometría

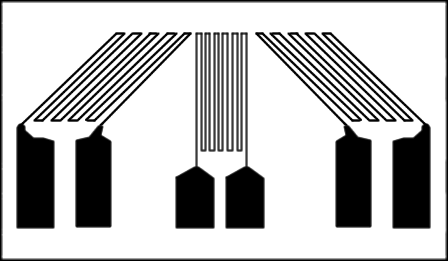
Roseta.

La extensometria es una técnica experimental para la medición de esfuerzos y deformaciones basándose en el cambio de la resistencia eléctrica de un material al ser sometido a tensiones. Debido a la reciente introducción del método de elementos finitos, esta técnica es menos utilizada. Esta técnica no debería dejar de ser utilizada ya que mide de una manera más exacta, por lo que generalmente se usa en la fase final del diseño de un producto.
Es extremadamente útil en la medida de esfuerzos vibracionales y detección de resonancias a alta frecuencia (la respuesta en frecuencia de una banda/galga extensométrica es de unos 100kHz) donde los algoritmos de simulación por elementos finitos no ofrecen resultados fiables (estos suelen empezar a mostrar imprecisiones con sistemas complejos que vibren a más de 50 Hz).
En sus múltiples variantes permite determinar estados tensionales unidireccionales o completos(rosetas, arreglos a 90°, etc..), medir deformaciones a alta temperatura (hasta unos 800 °C con bandas soldables), controlar obra civil (galgas para hormigón) y fabricar acelerómetros extremadamente sensibles capaces de medir campos continuos.
Su uso requiere a cambio un amplificador analógico de elevadas prestaciones debido a lo débiles que son las señales que se generan (a menudo inferiores a 1mV) y un filtro antialiasing (para sistemas con registro digital de la señal).
Esta técnica se basa en el uso de galgas extensométricas o rosetas de deformación.